# 흰 구름 가는 길
"흰 구름 가는 길"은 한국에서 제작된 반석 감독의 1960년 영화이다. 이향 등이 주연으로 출연하였고 김영창 등이 제작에 참여하였다.

## 출연

### 주연
- 이향
- 김영미
- 모니카유
- 반석

## 기타
- 조명: 김진수
- 녹음: 이경순
- 미술: 홍성칠